# Kościół św. Mikołaja w Siġġiewi
Kościół św. Mikołaja (malt. Knisja ta' San Nikola, ang. Church of St Nicholas) – jest to rzymskokatolicki kościół parafialny w wiosce Siġġiewi na Malcie.

## Pierwszy kościół
Pierwszy kościół parafialny w Siġġiewi został zbudowany w XV wieku, lecz do dziś pozostały z niego jedynie ruiny, które znajdują się przy Triq il-Knisja l-Qadima (Old Church Street). W roku 1436 parafia w Siġġiewi ujęta była spisie biskupa Senatore de Mello, jako jedna z ośmiu działających parafii; biskup Pietro Dusina odwiedził ją podczas swojej wizyty duszpasterskiej w roku 1575. 

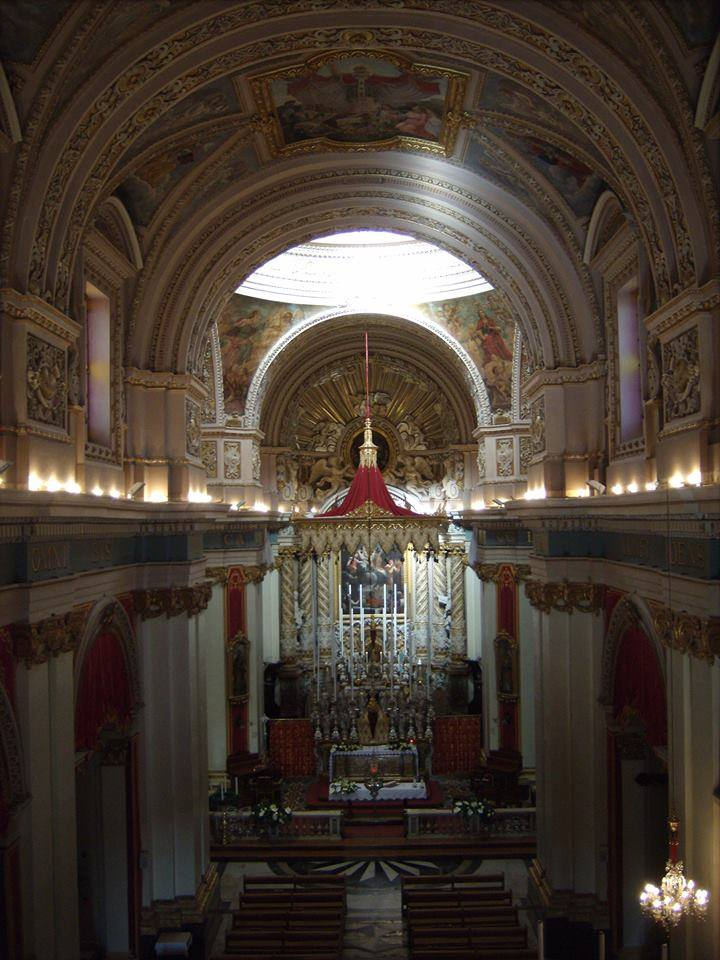
Wnętrze kościoła

## Aktualny kościół
Prace przygotowawcze do budowy istniejącego do dziś kościoła św. Mikołaja rozpoczęto w listopadzie 1675. Kamień węgielny położony został przez ówczesnego proboszcza Dominika Farrugię 19 kwietnia 1676. Budowę nawy zakończono 22 listopada 1682. Krótko po tym ruszyła budowa chóru, transeptu i obu dzwonnic. W 1727 zakończono budowę krypty kościoła.

Budowla, według projektu Lorenzo Gafy, powstała na planie krzyża łacińskiego. Świątynia została konsekrowana 1 maja 1729 przez biskupa Paula Alphéran de Bussan.
Pierwszy zestaw dzwonów został zawieszony w listopadzie 1734. W roku 1862 budynek został powiększony według planów Nikoli Zammita. 14 września tego roku położono kamień węgielny pod nawy boczne oraz portyk. Prace ukończono w 1864.
Budowę kopuły kościoła rozpoczęto w 1917, i zakończono dwa lata później, w 1919. Jej architektem był Andrea Vassallo z Lija, natomiast budowniczym Peter Mallia z Siġġiewi. Krzyż na kopule został zainstalowany 23 listopada 1919.
Obraz tytularny w ołtarzu głównym, The Miracle of St Nicholas, jest dziełem artysty Mattia Pretiego, który wykonał również malowidła sklepienia w katedrze św. Jana w Valletcie. Prace rzeźbiarskie w kościele rozpoczął w 1707 Pawlu Galea z synem Ġużeppi. W prezbiterium znajdują się figury św. Piotra i św. Pawła, pochodzące z tego samego okresu.
Drewniana rzeźba św. Mikołaja, noszona w procesji podczas corocznej fiesty ku czci patrona (ostatnia niedziela czerwca), wykonana została przez Pietro Felici w 1736. Cztery lata wcześniej, w 1732, ten sam rzeźbiarz wykonał kamienną figurę, wciąż stojącą na Pjazza San Nikola.
Budynek kościoła umieszczony jest na liście National Inventory of the Cultural Property of the Maltese Islands.